# Inflexní bod

Graf f(x) = sin(2x) od -π/4 do 5π/4; všimněte si, že druhá derivace f je f″(x) = -4sin(2x). Tečna je modrá tam, kde je křivka konkávní nahoru (nad vlastní tečnou), zelená tam, kde je konkávní dolů (pod vlastní tečnou), a červená v inflexních bodech: 0, π/2 a π.

Inflexní bod v diferenciální geometrii je bod na křivce, ve kterém křivost mění znaménko z kladného na záporné nebo ze záporného na kladné. Křivka se mění z konkávní (kladná křivost) na konvexní (záporná křivost) nebo obráceně.
Bod, kde je křivost nulová, ale nemění znaménko, se někdy nazývá undulační bod. V algebraické geometrii je inflexní bod definován poněkud obecněji jako bod, kde má tečna styk s křivkou řádu alespoň 3, a undulační bod nebo hyperflex jako bod kde má tečna styk s křivkou řádu alespoň 4.
Pro reálné funkce {\displaystyle f} reálné proměnné {\displaystyle x} dále platí. Jestliže funkce {\displaystyle y=f(x)} má v bodě {\displaystyle x_{0}} kladnou resp. zápornou druhou derivaci, pak je v bodě {\displaystyle x_{0}} ryze konvexní resp. ryze konkávní. Jestliže funkce {\displaystyle y=f(x)} má v bodě {\displaystyle x_{0}} inflexi a existuje v tomto bodě druhá derivace, pak je nulová (nutná podmínka inflexe v bodě). Jestliže první derivace funkce {\displaystyle y=f(x)} má v bodě {\displaystyle x_{0}} extrém, pak má funkce {\displaystyle y=f(x)} v bodě {\displaystyle x_{0}} inflexi.

## Definice
Funkce {\displaystyle y=f(x)} má na množině {\displaystyle D(f)} v bodě {\displaystyle x_{0}\in D(f)}, v němž existuje vlastní první derivace funkce {\displaystyle f}, inflexi, právě když:
- pro každé {\displaystyle x} z jistého levého okolí {\displaystyle x_{0}} platí {\displaystyle f(x)<f(x_{0})+(x-x_{0})f'(x_{0})} a pro každé {\displaystyle x} z jistého pravého okolí {\displaystyle x_{0}} platí {\displaystyle f(x)>f(x_{0})+(x-x_{0})f'(x_{0})},
- pro každé {\displaystyle x} z jistého levého okolí {\displaystyle x_{0}} platí {\displaystyle f(x)>f(x_{0})+(x-x_{0})f'(x_{0})} a pro každé {\displaystyle x} z jistého pravého okolí {\displaystyle x_{0}} platí {\displaystyle f(x)<f(x_{0})+(x-x_{0})f'(x_{0})}.[2]

## Ekvivalentní definice

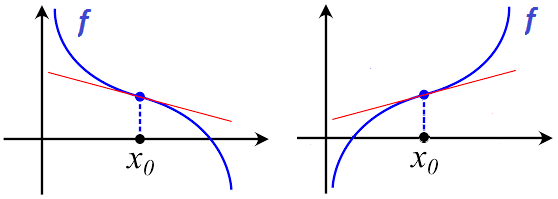
inflexní bod jako přechod z konvexity do konkávity a naopak

Nechť je funkce {\displaystyle y=f(x)} definována v určitém okolí bodu {\displaystyle x_{0}} a nechť je v tomto okolí spojitá. Bod {\displaystyle x_{0}} se nazývá inflexní bod funkce {\displaystyle f}, jestliže je současně koncovým bodem oboru ryzí konvexity a počátečním bodem oboru ryzí konkávity nebo naopak, tj. graf funkce {\displaystyle f} v bodě {\displaystyle (x_{0},f(x_{0}))} má stejný sklon jako jeho tečna a pro {\displaystyle x<x_{0}} leží tečna pod grafem funkce, zatímco pro {\displaystyle x>x_{0}} leží nad grafem funkce, nebo naopak.
Jestliže {\displaystyle f''(x_{0})=0} a existuje {\displaystyle f'''(x_{0})}, pak má funkce {\displaystyle f} v bodě {\displaystyle x_{0}} inflexi, jestliže {\displaystyle f'''(x_{0})\neq 0}.
Nechť naopak {\displaystyle f'''(x_{0})=0}, pak má-li funkce {\displaystyle f} v okolí bodu {\displaystyle x_{0}} spojité derivace řádu {\displaystyle n\geq 4}, přičemž {\displaystyle f'(x_{0})=f''(x_{0})=...=f^{(n-1)}(x_{0})=0} a {\displaystyle f^{(n)}(x_{0})\neq 0}, pak platí:
- je-li n liché, pak má funkce {\displaystyle f} v bodě {\displaystyle x_{0}} inflexi,
- je-li n sudé a {\displaystyle f^{(n)}(x_{0})>0}, pak je funkce {\displaystyle f} v bodě {\displaystyle x_{0}} ryze konvexní,
- je-li n sudé a {\displaystyle f^{(n)}(x_{0})<0}, pak je funkce {\displaystyle f} v bodě {\displaystyle x_{0}} ryze konkávní.[2]

## Klasifikace inflexních bodů

Graf funkce y = x³ s inflexním bodem (0,0), který je zároveň sedlovým bodem.

y = x^{4} – x má v bodě (0,0) nulovou druhou derivaci, ale není to inflexní bod, protože čtvrtá derivace je první nenulovou derivací vyššího řádu (i třetí derivace je nulová).

Inflexní body mohou být klasifikovány i podle toho, zda je derivace funkce v inflexním bodě nulová nebo nenulová:
- jestliže je derivace funkce nulová, jedná se o stacionární inflexní bod, tzv. sedlový bod,
- jestliže derivace funkce není nulová, jedná se o nestacionární inflexní bod.

Z definice plyne, že znaménko derivace funkce v inflexním bodě na obou jeho stranách musí být stejné:
- jestliže je kladné, inflexní bod je rostoucí inflexní bod,
- jestliže je záporné, inflexní bod je klesající inflexní bod.

### Příklad
Příkladem sedlového bodu je bod (0,0) grafu y = x3. Tečnou je osa x, která v tomto bodě protíná graf.
Jestliže x je inflexní bod funkce f, pak druhá derivace funkce f (jestliže existuje) se rovná nule; tato podmínka ale není postačující. Je také nutné, aby nejnižší řád derivace, která je nenulová, byl lichý (a vyšší než druhý), tj. třetí, pátý, atd. Jestliže nejnižší řád derivace, která je nenulová, je sudý, nejedná se o inflexní bod, ale o undulační bod. V algebraické geometrii se ale inflexní bod říká jak skutečnému inflexnímu bodu, tak undulačnímu bodu. Příkladem undulačního bod je y = x4 pro x=0.

## Asymptotické funkce

Graf ukazující vztah mezi kořeny, stacionárními body, inflexními body a konkávností polynomu třetího stupně a jeho první a druhé derivace.

Některé funkce mění konkávnost, aniž by měly inflexní body. Místo toho mohou měnit konkávnost okolo vertikální asymptoty nebo diskontinuity. Například funkce 2x2/(x2 – 1) je konkávní, když |x| > 1; a konvexní, když |x| < 1. Funkce ale nemá žádné inflexní body, protože 1 a -1 nepatří do definičního oboru funkce.